# Shuttle-C

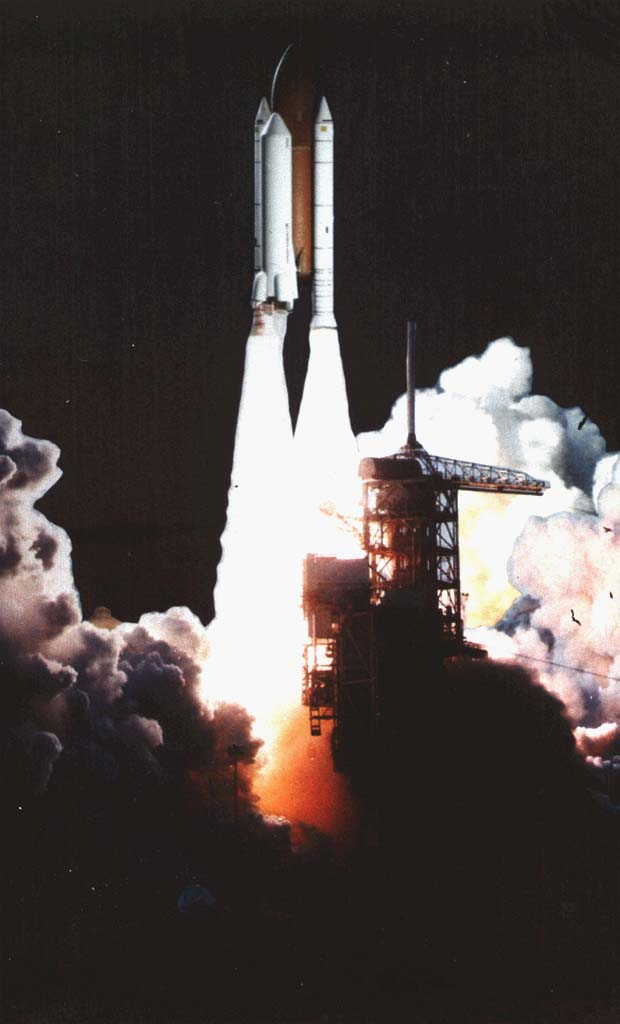
Zeichnung eines Shuttle-C

Das Shuttle-C (kurz für Shuttle-Cargo) war ein NASA-Vorschlag, auf der Basis des Space-Shuttle-Programms ein unbemanntes Frachtkonzept zu entwickeln. Dies würde den Space Shuttle External Tank und die Space-Shuttle-Feststoffraketen / Space Shuttle Solid Rocket Booster (SRBs) verwenden, kombiniert mit einem Frachtmodul, das an den Shuttle-Hardpoints (dem Zweibein usw.) befestigt und die Space-Shuttle-Haupttriebwerke beinhalten würde. Verschiedene Shuttle-C-Konzepte wurden zwischen 1984 und 1995 untersucht.
Das Shuttle-C Konzept würde theoretisch die Entwicklungskosten für eine schwere Trägerrakete reduzieren, indem die für das Shuttle-Programm entwickelte Technologie wiederverwendet wird. Der Vorschlag beinhaltete zu verschiedenen Zeiten die Verwendung existierender Komponenten, von Space-Shuttle-Haupttriebwerken, die ihre Lebensdauer erreicht hatten und von Ersatz-Navigationscomputern. Ein Vorschlag beinhaltete sogar die Umwandlung der Columbia, Challenger oder Enterprise und dem Main Propulsion Test Article (MPTA-098) für den einmaligen Gebrauch. Vor dem Verlust des Space Shuttle Challenger hatte die NASA etwa 14 Shuttle-Flüge pro Jahr erwartet. Nach dem Challenger-Vorfall wurde klar, dass diese Startrate aus verschiedenen Gründen nicht durchführbar war. Mit dem Shuttle-C wurde angenommen, dass die niedrigeren Wartungs- und Sicherheitsanforderungen für das unbemannte Fahrzeug eine höhere Fluggeschwindigkeit ermöglichen würden.
Es waren zwei Entwicklungsphasen geplant. Die erste bestand darin, die Form und Größe des Frachtschiffs zu bestimmen. NASA-Studien zeigten, dass ein kleiner, aber funktioneller Träger für Starts am effizientesten wäre.
Anfang der 1990er Jahre planten NASA-Ingenieure, die eine bemannte Mission zum Mars planen, ein Shuttle-C-Design, um sechs nicht wiederverwendbare 80-Tonnen-Segmente zu starten, um zwei Mars-Schiffe in die Erdumlaufbahn zu schaffen. Nachdem Präsident George W. Bush das Ende der Raumfähre bis 2010 gefordert hatte, wurden diese vorgeschlagenen Konfigurationen beiseite gelegt.
Mit dem Shuttle-Derived Launch Vehicle hat die NASA die Idee des Shuttle-C Konzepts wiederbelebt. Vorgeschlagen wurde eine Konstruktion für eine Nutzlast von 120 Tonnen, die später als Ares V bekannt wurde. Der Entwurf unterschied sich deutlich vom Shuttle-C. Das Shuttle-C kommt in verschiedenen Konfigurationen: eine Variante hat drei Orbiter-Hauptmotoren, während die andere zwei hat. Nur ein bekanntes Modell von Shuttle-C existiert, das 1989 von Boeing für technische Entwicklungstests geschaffen wurde.
Shuttle-Derived Heavy Lift Launch Vehicle ist ein weiterer ähnlicher Vorschlag basierend auf dem Shuttle-C-Konzept, das bestehende Space-Shuttle-Systeme mit einem neuen Frachtfahrzeug verwendet, jedoch wäre das System nicht wiederverwendbar.